# Monster (Herbie Hancock-album)
Monster från 1980 är ett musikalbum med den amerikanske jazzpianisten Herbie Hancock.

## Låtlista
1. Saturday Night (Jeffrey Cohen/Herbie Hancock/David Rubinson) – 7:16
2. Stars in Your Eyes (Lisa Capuano/Herbie Hancock/Gavin Christopher/Ray Parker Jr.) – 7:07
3. Go for It (Jeffrey Cohen/Herbie Hancock/Alphonse Mouzon/David Rubinson) – 7:37
4. Don't Hold It In (Jeffrey Cohen/Melvin Ragin) – 8:01
5. Making Love (Herbie Hancock/Alphonse Mouzon) – 6:24
6. It All Comes Round (Jeffrey Cohen/Melvin Ragin/David Rubinson) – 5:49

## Medverkande
- Herbie Hancock – piano
- Wah Wah Watson – gitarr
- Freddie Washington – bas
- Alphonse Mouzon – trummor, synt (spår 3)
- Sheila Escovedo – slagverk
- Greg Walker – sång (spår 1, 5)
- Gavin Christopher – sång (spår 2, 4)
- Oren Waters – sång (spår 3)
- Bill Champlin – sång (spår 6)
- Carlos Santana – gitarr (spår 1)
- Ray Parker Jr. – gitarr (spår 2)
- Randy Hansen – gitarr (spår 4, 6)
- Julia Tillman Waters – kör
- Luther Waters – kör
- Maxine Willard Waters – kör
- Oren Waters – kör